# Knubel (Handelsgruppe)
Die Bernard Knubel GmbH & Co. KG ist eine Automobil-Unternehmensgruppe aus Münster mit mehreren Standorten im Münsterland. Das Unternehmen geht auf ein in den 1880er Jahren durch Anton Knubel gegründetes Fahrradgeschäft zurück.

## Geschichte

### Anfänge

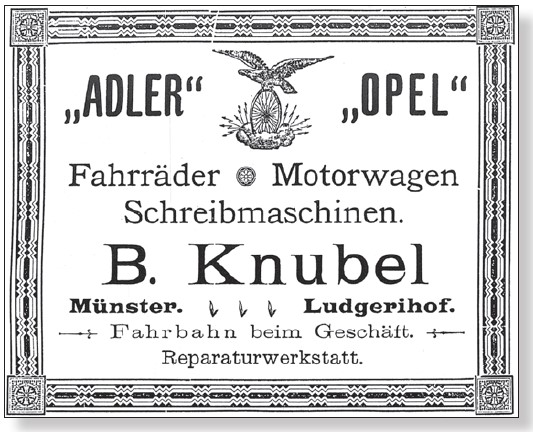
Anzeige von Knubel aus dem Jahr 1903.

Am Beginn der Knubel Unternehmensgruppe stand die Eröffnung eines Veloziped Verkaufsgeschäftes in den späten 1880er Jahren durch Anton Knubel. Jenes befand sich anfänglich in der Schützenstraße 5, nach 1887 im Haus der Marmorwarenfabrik und Marmorschleiferei von Christoph Bernard Mosecker am Ludgeriplatz 6 in Münster. Knubel erweiterte schrittweise den Betrieb und vertrieb Zwei- und Dreiräder der Firma Giraffe aus Sheffield sowie Fahrräder der Marke Opel. Zu dieser Zeit interessierte sich der Firmengründer für das Automobil und versuchte, technische Verbesserungen voranzutreiben. Eingeschlossen waren erfinderische Tätigkeiten, die zu diversen Patenten führten. So unter anderem zu einem Patent für Holzfelgen mit Pressluftreifen für Fahrräder.

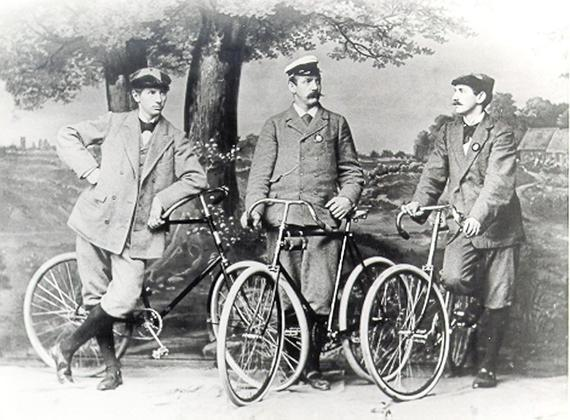
Die Brüder Bernard, Anton und Johannes Knubel.

Im Jahr 1896, nach seiner Rückkehr von den Olympischen Sommerspielen ausgetragen im gleichen Jahr, übernahm Bernard Knubel, der jüngere Bruder von Anton Knubel, das Geschäft und begann mit der Umstrukturierung des Unternehmens, das fortan unter dem Namen des neuen  Eigentümers firmierte. Statt Fahrrad- und  Motorradhandel wurde fortan ausschließlich Automobilhandel betrieben, inklusive damit einhergehenden Wartungsarbeiten. Schwerpunkt war die Marke Adler. Bis zum Ausbruch des Ersten Weltkrieges beschäftigte das Unternehmen um die 50 Mitarbeiter. In den 1930er Jahren war das Unternehmen in der Hammer- und der Goebenstraße angesiedelt.

### Nachkriegszeit
Mit dem Ende des Zweiten Weltkrieges übernahm das Unternehmen die Generalvertretung für Volkswagen in Münster und dem Münsterland unter der Leitung von Franz Knubel, einem Sohn von Bernard Knubel, der 1925 in das Familienunternehmen eingetreten war. Das nach dem Zweiten Weltkrieg einsetzende Wirtschaftswunder sorgte für einen zunehmenden Bedarf an Kraftfahrzeugen. Neue Standorte entstanden, die Anzahl der in den Häusern vertretenen Marken erhöhte sich. Hinsichtlich der Verantwortlichkeiten gingen jene zuerst auf Karl Heinz Knubel über, gefolgt von dessen Sohn Johann Friedrich Knubel. Im Jahr 2010 wurde das 125-jährige Bestehen der Unternehmensgruppe gefeiert.